# Nicomede I
Nicomede (300 a.C. circa – 255 a.C. circa) fu il secondo re della Bitinia (dal 279 al 255 a.C.).
Succeduto al padre nel 279 a.C. circa, anno in cui chiamò i Galati per fondare con il loro appoggio il regno di Bitinia, dovette contrastare le mire del fratello Zipoite II, che sconfisse nel 278 a.C. e di Antioco I Sotere, re di Siria, che minacciava il suo regno. 
Fondò la capitale Nicomedia e contribuì al rafforzamento e all'ellenizzazione della Bitinia.
| predecessore: Zipoite I | Re di Bitinia 279 a.C. – 255 a.C. | successore: Zipoite II |